# Association de l'Est de la LNH
 (décembre 2024).
Si vous disposez d'ouvrages ou d'articles de référence ou si vous connaissez des sites web de qualité traitant du thème abordé ici, merci de compléter l'article en donnant les références utiles à sa vérifiabilité et en les liant à la section « Notes et références ».

Ancien logo de l'Association de l'Est, utilisé de 1974 à 1993.

Ancien logo de l'Association de l'Est, utilisé de 1993 à 1997.

Ancien logo de l'Association de l'Est, utilisé de 1997 à 2005.

Version alternative du logo de l'Association de l'Est

L'Association de l'Est de la LNH (NHL's Eastern Conference en anglais) est une subdivision de la Ligue nationale de hockey (LNH) nord-américaine. Cette association est composée depuis la saison 2013-2014 de seize équipes et organisée en deux divisions (ou : sections) de huit équipes chacune soit la division Atlantique (ATL) et la division Métropolitaine (MET). Elle est la contrepartie de l'Association de l'Ouest.
Deux divisions sont dissoutes avec le réalignement des équipes de 2013, soit la division Nord-Est et la division Sud-Est.

## Histoire
Précédemment connue sous le nom de l'Association Prince de Galles, elle fut créée en 1974 lorsque la LNH réaligna ses équipes à l'intérieur de deux associations et de quatre divisions. Parce que les nouvelles associations et divisions avaient peu à voir avec la géographie nord-américaine, les références géographiques furent abolies. L'Association fut plutôt renommée en l'honneur du Trophée Prince de Galles, qui était remis au champion annuel de l'Association.
Les associations et divisions furent réalignées en 1981 afin de mieux refléter les localisations géographiques des équipes, mais les noms existant furent maintenus temporairement avec l'Association de Galles parce que celle-ci représentait l'association pour les équipes de l'Est de l'Amérique du Nord. Les noms des associations et des divisions furent changés en 1993 afin de mieux refléter leur situation géographique. Par la suite, le nouveau commissaire de la LNH Gary Bettman effectua d'autres changements afin d'aider les amateurs des autres sports professionnels à mieux comprendre le jeu de la LNH, puisque la National Basketball Association (NBA), la National Football League (NFL) et la Major League Baseball (MLB) utilisaient déjà tous des noms de divisions et d'associations géographiques pour désigner et classifier leurs équipes. Cependant, ce mouvement de changement amorcé par Bettman mis en colère certains puristes et partisans de hockey plus âgés, qui entrevoyaient ce changement comme un reniement absolu de l'histoire de la ligue. Les critiques soulevèrent également que les fans de baseball et de football n'étaient pas plus confus après que les divisions furent renommées d'après les noms de joueurs célèbres tels que Roberto Clemente ou Walter Payton. Le trophée remis au champion annuel de l'Association, le Trophée Prince de Galles, symbolise encore aujourd'hui cette connexion avec l'héritage riche et profond de la ligue.

## Divisions
Précédant le réalignement de 1993, l'Association de Galles se composait de la division Adams et de la division Patrick. Avant le réalignement de 2013, elle comprenait 15 équipes réparties en trois divisions : Nord-Est, Atlantique et Sud-Est. L'Association de l'Est comprend 16 équipes réparties en deux divisions : division Atlantique et division Métropolitaine.
Atlantique (ATL)
- Bruins de Boston
- Sabres de Buffalo
- Red Wings de Détroit
- Panthers de la Floride
- Canadiens de Montréal
- Sénateurs d'Ottawa
- Lightning de Tampa Bay
- Maple Leafs de Toronto

Métropolitaine (MET)
- Hurricanes de la Caroline
- Blue Jackets de Columbus
- Devils du New Jersey
- Islanders de New York
- Rangers de New York
- Flyers de Philadelphie
- Penguins de Pittsburgh
- Capitals de Washington

## Champions

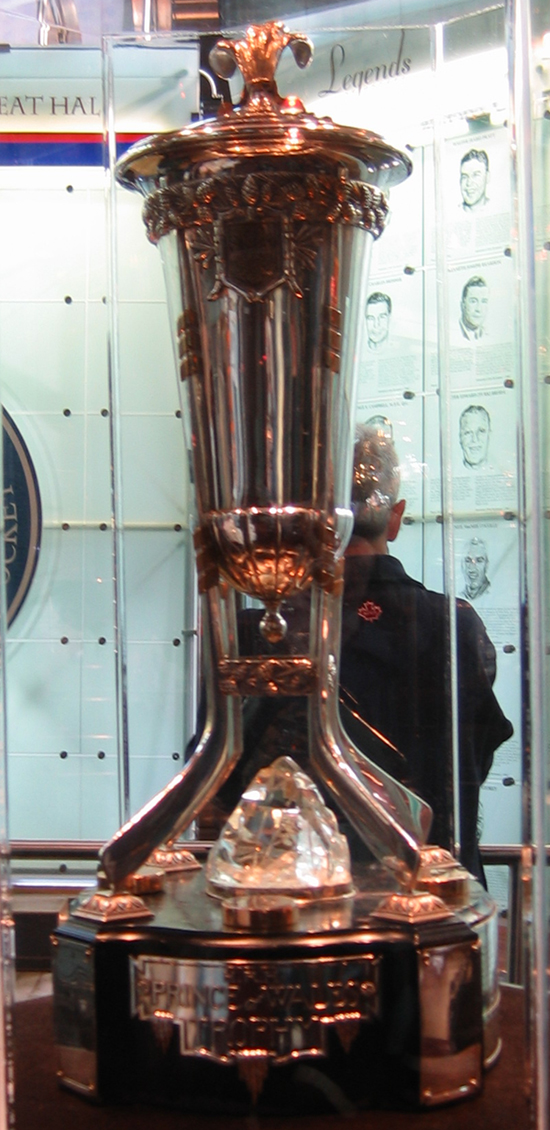
Trophée Prince de Galles

Le champion de l'Association de l'Est fait face au champion de l'Association de l'Ouest chaque année en finale des séries éliminatoires afin de déterminer le vainqueur de la Coupe Stanley.
Légende :
- Vainqueur de la Coupe Stanley

| Saison  | Vainqueur                            | Score                                | Finaliste                            |
| ------- | ------------------------------------ | ------------------------------------ | ------------------------------------ |
| 1993-94 | Rangers de New York                  | 4-3                                  | Devils du New Jersey                 |
| 1994-95 | Devils du New Jersey                 | 4-2                                  | Flyers de Philadelphie               |
| 1995-96 | Panthers de la Floride               | 4-3                                  | Penguins de Pittsburgh               |
| 1996-97 | Flyers de Philadelphie               | 4-1                                  | Rangers de New York                  |
| 1997-98 | Capitals de Washington               | 4-2                                  | Sabres de Buffalo                    |
| 1998-99 | Sabres de Buffalo                    | 4-1                                  | Maple Leafs de Toronto               |
| 1999-00 | Devils du New Jersey                 | 4-3                                  | Flyers de Philadelphie               |
| 2000-01 | Devils du New Jersey                 | 4-1                                  | Penguins de Pittsburgh               |
| 2001-02 | Hurricanes de la Caroline            | 4-2                                  | Maple Leafs de Toronto               |
| 2002-03 | Devils du New Jersey                 | 4-3                                  | Sénateurs d'Ottawa                   |
| 2003-04 | Lightning de Tampa Bay               | 4-3                                  | Flyers de Philadelphie               |
| 2004-05 | Saison annulée en raison du lock-out | Saison annulée en raison du lock-out | Saison annulée en raison du lock-out |
| 2005-06 | Hurricanes de la Caroline            | 4-3                                  | Sabres de Buffalo                    |
| 2006-07 | Sénateurs d'Ottawa                   | 4-1                                  | Sabres de Buffalo                    |
| 2007-08 | Penguins de Pittsburgh               | 4-1                                  | Flyers de Philadelphie               |
| 2008-09 | Penguins de Pittsburgh               | 4-0                                  | Hurricanes de la Caroline            |
| 2009-10 | Flyers de Philadelphie               | 4-1                                  | Canadiens de Montréal                |
| 2010-11 | Bruins de Boston                     | 4-3                                  | Lightning de Tampa Bay               |
| 2011-12 | Devils du New Jersey                 | 4-2                                  | Rangers de New York                  |
| 2012-13 | Bruins de Boston                     | 4-0                                  | Penguins de Pittsburgh               |
| 2013-14 | Rangers de New York                  | 4-2                                  | Canadiens de Montréal                |
| 2014-15 | Lightning de Tampa Bay               | 4-3                                  | Rangers de New York                  |
| 2015-16 | Penguins de Pittsburgh               | 4-3                                  | Lightning de Tampa Bay               |
| 2016-17 | Penguins de Pittsburgh               | 4-3                                  | Sénateurs d'Ottawa                   |
| 2017-18 | Capitals de Washington               | 4-3                                  | Lightning de Tampa Bay               |
| 2018-19 | Bruins de Boston                     | 4-0                                  | Hurricanes de la Caroline            |
| 2019-20 | Lightning de Tampa Bay               | 4-2                                  | Islanders de New York                |
| 2020-21 | Conférence suspendue provisoirement  | Conférence suspendue provisoirement  | Conférence suspendue provisoirement  |
| 2021-22 | Lightning de Tampa Bay               | 4-2                                  | Rangers de New York                  |
| 2022-23 | Panthers de la Floride               | 4-0                                  | Hurricanes de la Caroline            |
| 2023-24 | Panthers de la Floride               | 4-2                                  | Rangers de New York                  |

## Liste des équipes vainqueur de la Conférence Est
| Franchise                 | Titres | Dernier titre | Années                       |
| ------------------------- | ------ | ------------- | ---------------------------- |
| Devils du New Jersey      | 5      | 2012          | 1995, 2000, 2001, 2003, 2012 |
| Lightning de Tampa Bay    | 4      | 2022          | 2004, 2015, 2020, 2022       |
| Penguins de Pittsburgh    | 4      | 2017          | 2008, 2009, 2016, 2017       |
| Panthers de la Floride    | 3      | 2024          | 1996, 2023                   |
| Bruins de Boston          | 3      | 2019          | 2011, 2013, 2019             |
| Capitals de Washington    | 2      | 2018          | 1998, 2018                   |
| Flyers de Philadelphie    | 2      | 2010          | 1997, 2010                   |
| Hurricanes de la Caroline | 2      | 2006          | 2002, 2006                   |
| Sénateurs d'Ottawa        | 1      | 2007          | 2007                         |
| Sabres de Buffalo         | 1      | 1999          | 1999                         |
| Rangers de New York       | 1      | 1994          | 1994                         |